# Temple de Zeus Estratiu
El Temple de Zeus Estratiu (grec: Ναός Στρατίου Διός) fou un antic temple  dedicat a Zeus Estratiu a la ciutat d'Estratos, Grècia. Les ruïnes en són al municipi d'Agrínion, a uns 600 metres al nord-oest de l'actual localitat d'Estratos.

## Història
La construcció del Temple de Zeus d'Estratos començà en el període hel·lenístic a l'entorn de l'any 321 abans de la nostra era. Pel que sembla, el temple mai no es va arribar a acabar a causa de la guerra entre Estratos i Etòlia.

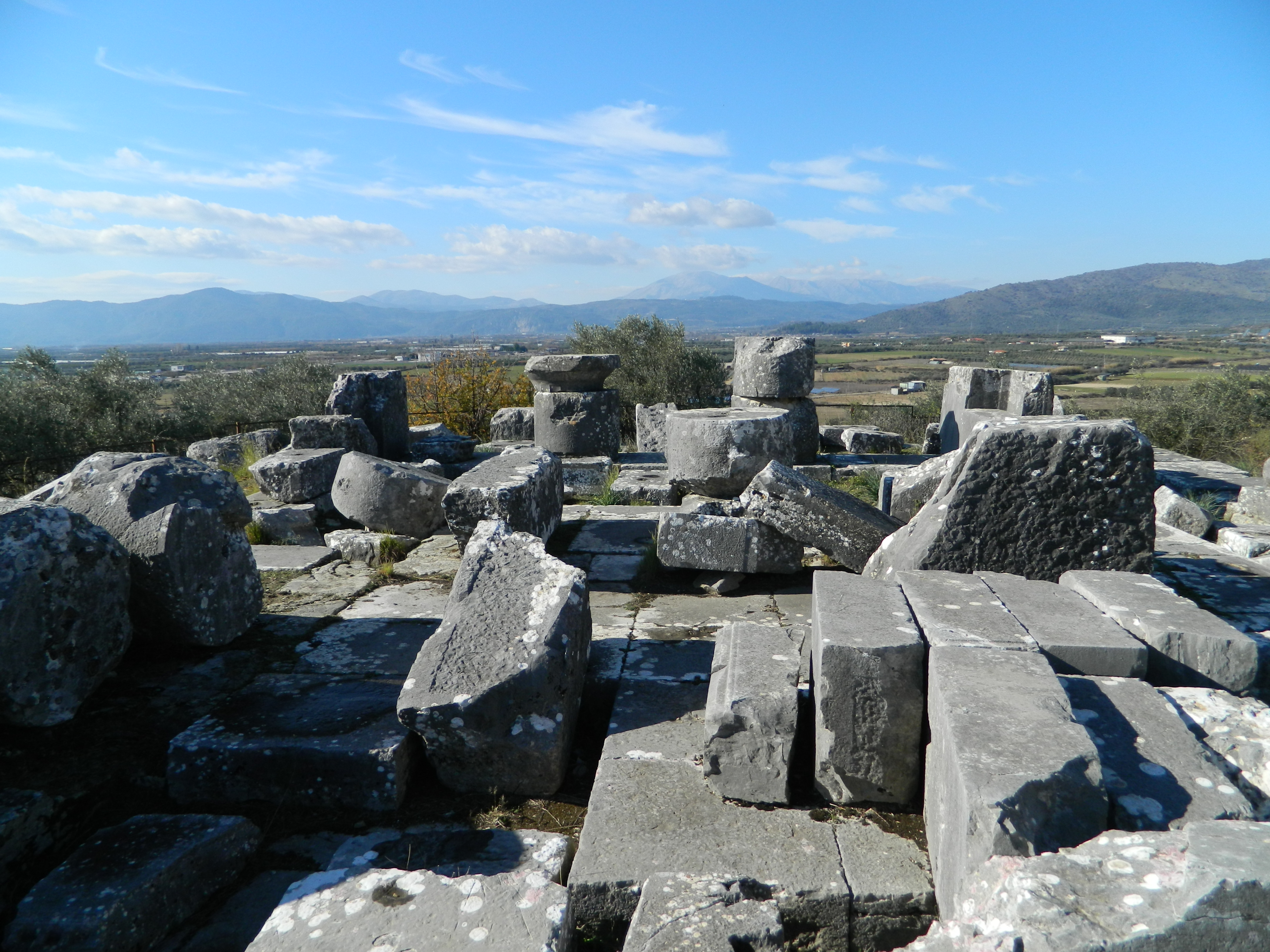

L'excavació arqueològica del temple, la feu l'Escola Francesa d'Atenes el 1924. L'Institut Finlandés d'Atenes ha dut a terme una reconstrucció en altura del temple basada en un nou mesurament de les restes el 2000-2001 sota la supervisió de Jari Pakkanen. Alhora, se'n va dur a terme un modelatge tridimensional per ordinador.

## Descripció

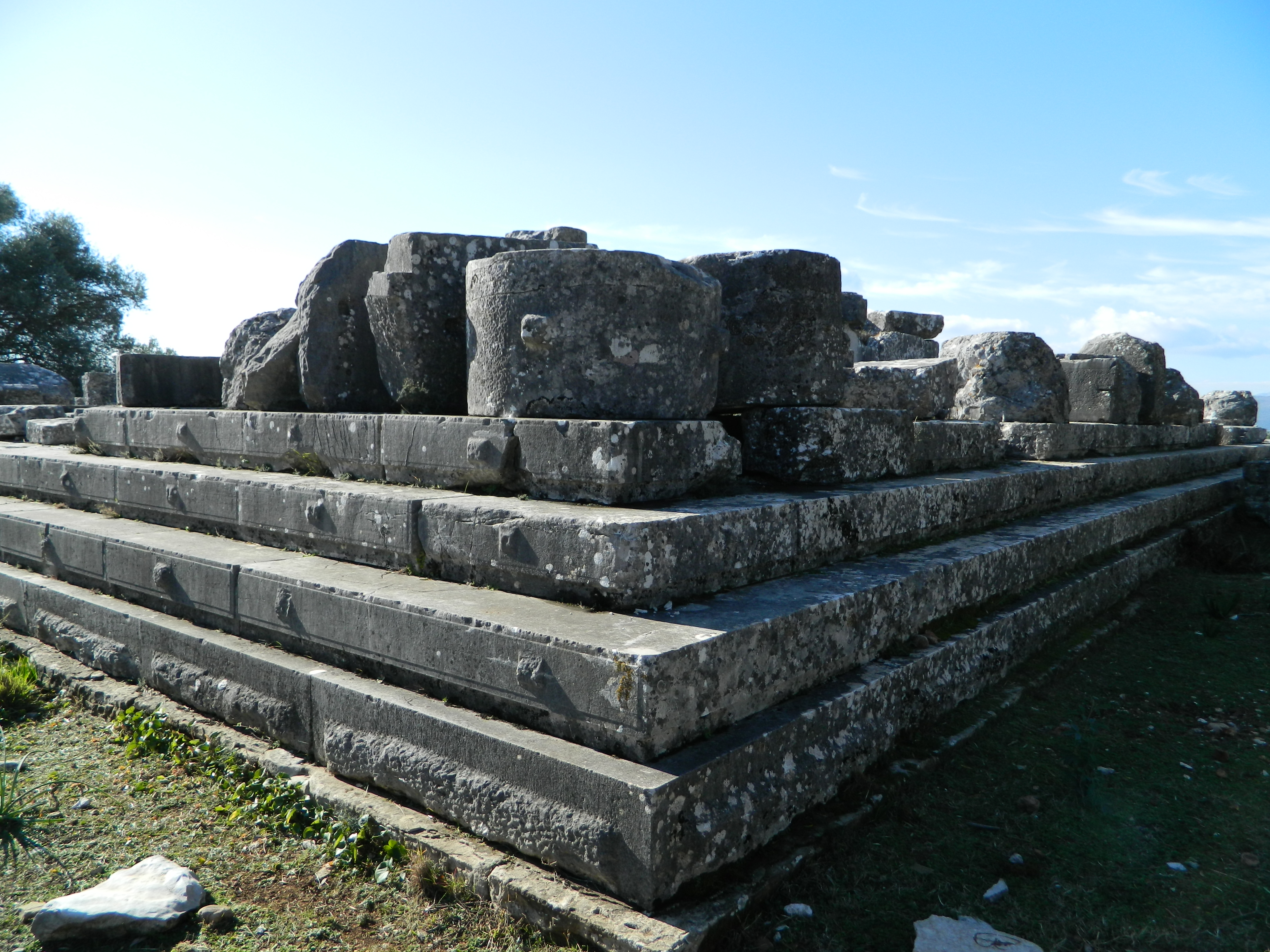
Cantonada del temple. L'estat inacabat de l'edifici és visible en els sortints que queden en les pedres de construcció

Era a la part nord-occidental del recinte emmurallat d'Estratos. Era un temple perípter, amb una estilòbata d'uns 16,6 m × 32,4 m. El temple representa en molts aspectes el període de transició entre la Grècia clàssica i els inicis del període hel·lenístic, i s'assembla als temples del període clàssic tardà del Peloponnés. Era hexàstil, açò és, tenia sis columnes en cada extrem de la façana, mentre que els costats més llargs en tenien onze. El nombre total de columnes (perístasis) de la façana era, així, 30. L'estil n'era dòric.
A dins hi havia un naos, un pronaos i un opistòdom, cadascú amb dues columnes al davant. Les columnes n'eren de l'estil jònic, mentre que les columnes del naos eren corínties. Així, el temple combinava els tres estils grecs. Es va construir amb pedra calcària blanca autòctona.

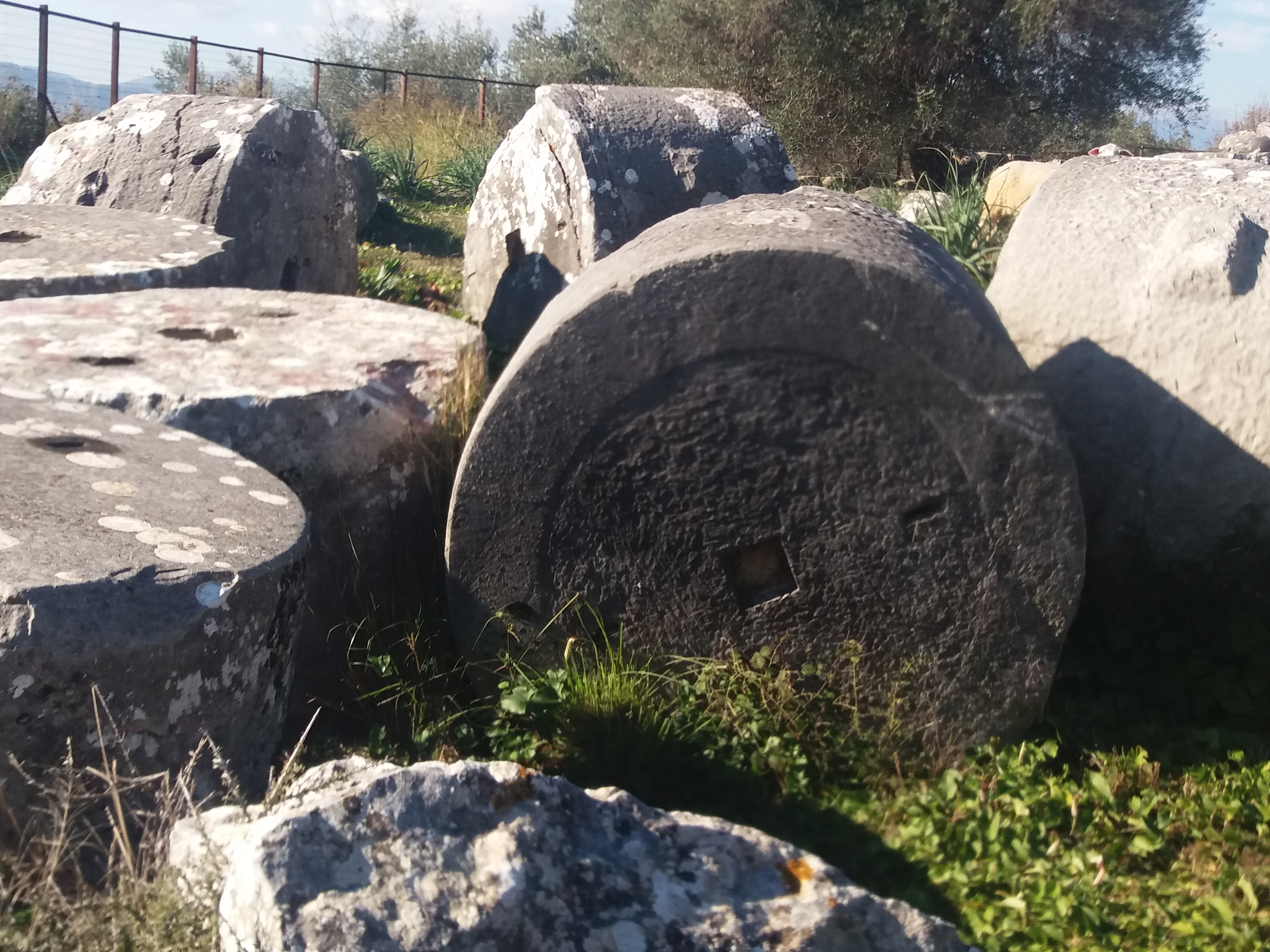
Els tambors de les columnes no estriades del temple

Calcular l'alçada del temple va requerir estudis detallats. Cada columna tenia nou tambors. Tanmateix, segons Pakkanen, el temple es dissenyà per a ser-ne més alt, amb deu columnes en cada pilar. En algun moment se'n canvià el pla i es feu més baix, tot deixant les columnes de nou tambors d'alçada. Pakkanen indica que la raó en seria la manca de fons. L'alçada de les columnes es calcula en uns 7,9 m i l'altura prevista en uns 8,7 m. Les dimensions semblen basar-se en una unitat de mesura local de 10,53 cm, que sembla haver estat un terç del peu local (31,6 cm).
S'han preservat els fonaments del temple, juntament amb uns 113 tambors de columnes, 11 capelles i altres elements estructurals. L'estat inconclús de l'edifici es reflecteix en el fet que les columnes no eren estriades, ni s'havien retirat els sortints necessaris per a moure-les durant la construcció.